# Ringenwalde (Temmen-Ringenwalde)
Ringenwalde è una frazione del comune tedesco di Temmen-Ringenwalde, nel Land del Brandeburgo.

## Storia
Il 31 dicembre 2001 il comune di Ringenwalde venne soppresso e fuso con il comune di Temmen, formando il nuovo comune di Temmen-Ringenwalde.